# Aeroportul Kilwa
Aeroportul Kilwa (IATA: KIL) este un aeroport din Katanga⁠(d), Republica Democratică Congo.
aeroportul dispune de o singură pistă.